# Xyrospondylus
Xyrospondylus — вимерлий рід синапсидів, що не є ссавцями, і належить до Edaphosauridae. Типовий вид, X. ecordi, був названий у 1982 році; спочатку він був названий як вид Edaphosaurus у 1957 році.
Він жив під час Пенсільванського (Міссурійського) періоду в Канзасі та, можливо, також у Колорадо, і голотип відомий з одного шийного хребця, знайденого у формації Стентон. Відомий також другий екземпляр, що складається з фрагментарного таза. Відомий третій екземпляр, відомий з Колорадо, але він, ймовірно, не належить до Xyrospondylus.